# Francis Truman Goodfellow

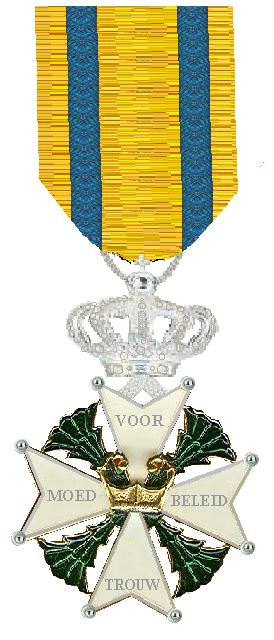
MWO.4

Francis Truman Goodfellow DSC MWO (Poole, Dorset, 8 oktober 1913 - Hampshire, 14 maart 1993) diende tijdens de Tweede Wereldoorlog vrijwillig bij de Britse Marine. Op 24 maart 1942 werd hij als Royal Navy Volunteer Reserve (R.N.V.R.) tijdelijk Sub-Lieutenant. Later dat jaar werd hij overgeplaatst naar Motor Gun Boat 320 (MGB 320) en in 1944 naar Motor Torpedo Boat 702 (MTB 702).
Op 29 mei 1942 werd hem de Militaire Willems-Orde toegekend wegens het onder levensgevaarlijke omstandigheden uitvoeren van geheime opdrachten die voor het Koninkrijk der Nederlanden van onschatbare waarde hadden kunnen zijn.
Luitenant ter zee der derde klasse Francis Truman Goodfellow werd in 1990 met alle nog levende ridders MWO uitgenodigd om het 175-jarig bestaan van de Willems-Orde op het Binnenhof te vieren maar moest wegens gezondheidsredenen verstek laten gaan. Er waren 52 ridders op de parade, die door prins Bernhard werd geïnspecteerd.